# 電車GO!
《電車GO!》是一款由太东制作和发行的模拟经营游戏。本游戏最初于1997年3月街机发行，游戏后移植至PlayStation。 1997年9月，本游戏的加强版《電車GO!EX》发行。本游戏后移植至Windows。

## 游戏内容
本游戏为电车模拟游戏，玩家控制着电车，在一定时间内，在规定的车站范围停车。
在原始的街机版《電車GO!》共收录了山阴本线、京滨东北线、东海道本线和山手线。

## 发行
游戏在发行之初，提出了“你就是司机”的口号。在街机，街机台模仿了电车头的形状。游戏收到欢迎。
加强版《电车GO！EX》于1997年9月在街机发行。游戏后移植世嘉土星。游戏在原有的线路中追加了雨雪模式。

## 评价
《Fami通》给予《电车GO！EX》世嘉土星版本75/100分数。